# Biville-la-Baignarde
Biville-la-Baignarde è un comune francese di 620 abitanti situato nel dipartimento della Senna Marittima nella regione della Normandia.

## Società

### Evoluzione demografica
Abitanti censiti